# Петропавлівська сільська рада (Богодухівський район)
Петропа́влівська сільська́ ра́да — адміністративно-територіальна одиниця та орган місцевого самоврядування в Богодухівському районі Харківської області. Адміністративний центр — село Петропавлівка.

## Загальні відомості
- Петропавлівська сільська рада утворена в 1918 році.
- Територія ради: 48,28 км²
- Населення ради: 728 осіб (станом на 2001 рік)
- Територією ради протікає річка Сухий Мерчик.

## Населені пункти
Сільській раді підпорядковані населені пункти:
- с. Петропавлівка
- с-ще Балабанівка
- с. Яблучне

## Склад ради
Рада складається з 13 депутатів та голови.
- Голова ради: Стойчик Віктор Миколайович
- Секретар ради: Мандзик Валентина Миколаївна

### Керівний склад попередніх скликань
| Прізвище, ім'я, по батькові | Основні відомості                                                               | Дата обрання | Дата звільнення |
| --------------------------- | ------------------------------------------------------------------------------- | ------------ | --------------- |
| Стойчик Віктор Миколайович  | Сільський голова, 1960 року народження, освіта середня спеціальна               | 26.03.2006   | 31.10.2010      |
| Стойчик Віктор Миколайович  | Сільський голова, 1960 року народження, освіта середня спеціальна, безпартійний | 31.10.2010   |                 |

Примітка: таблиця складена за даними сайту Верховної Ради України

### Депутати
За результатами місцевих виборів 2010 року депутатами ради стали:

#### За суб'єктами висування
| Суб'єкт висування | Кількість обраних депутатів | %    |
| ----------------- | --------------------------- | ---- |
| Партія регіонів   | 6                           | 46,2 |
| Самовисування     | 4                           | 30,8 |
| Народна партія    | 3                           | 23,1 |

#### За округами
| № округу        | Прізвище, ім'я, по батькові      | Дата визнання обраним | Освіта  | Партійна приналежність                  | Відомості про обраного депутата                                   |
| --------------- | -------------------------------- | --------------------- | ------- | --------------------------------------- | ----------------------------------------------------------------- |
| Народна Партія  |                                  |                       |         |                                         |                                                                   |
| 10              | Титарець Надія Олексіївна        | 01.11.2010            | середня | позапартійна                            | пенсіонер                                                         |
| 11              | Мандзик Роман Сергійович         | 01.11.2010            | середня | позапартійний                           | Богодухівський аграрний ліцей, майстер                            |
| 12              | Мандзик Валентина Миколаївна     | 01.11.2010            | середня | член Народної партії                    | Петропавловська сільська рада, секретар                           |
| Партія регіонів |                                  |                       |         |                                         |                                                                   |
| 3               | Львов Володимир Віталійович      | 01.11.2010            | вища    | позапартійний                           | фермерське господарство «Муравський Шлях», голова                 |
| 4               | Герасименко Лариса Миколаївна    | 01.11.2010            | середня | позапартійна                            | фермерське господарство «Муравський Шлях», ообліковець            |
| 5               | Стрікачова Людмила Василівна     | 01.11.2010            | середня | позапартійна                            | Петропавловська сільська рада, ббухгалтер                         |
| 6               | Сендецька Наталія Пилипівна      | 01.11.2010            | вища    | позапартійна                            | КСП «Балабанівське», ббухгалтер                                   |
| 8               | Колєснік Ганна Юріївна           | 01.11.2010            | середня | позапартійна                            | Петропавловська сільська рада, бібліотекар                        |
| 13              | Пономаренко Григорій Іванович    | 01.11.2010            | середня | позапартійний                           | фермерське господарство «Максим», вводій                          |
| Самовисування   |                                  |                       |         |                                         |                                                                   |
| 1               | Мирошниченко Олександр Дмитрович | 01.11.2010            | середня | позапартійний                           | Петропавлівська загальноосвітня школа, оператор газової котельні  |
| 2               | Зоріна Тетяна Василівна          | 01.11.2010            | середня | член Політичної партії «Сильна Україна» | тимчасово не працює                                               |
| 7               | Берест Іван Михайлович           | 21.02.2011            | вища    | член Народної партії                    | міська державна лікарня ветеринарної медицини, ветеринарний лікар |
| 9               | Оксенич Григорій Володимирович   | 01.11.2010            | вища    | член Української Народної Партії        | Петропавлівська загальноосвітня школа, вчитель                    |